# Dostupné světlo

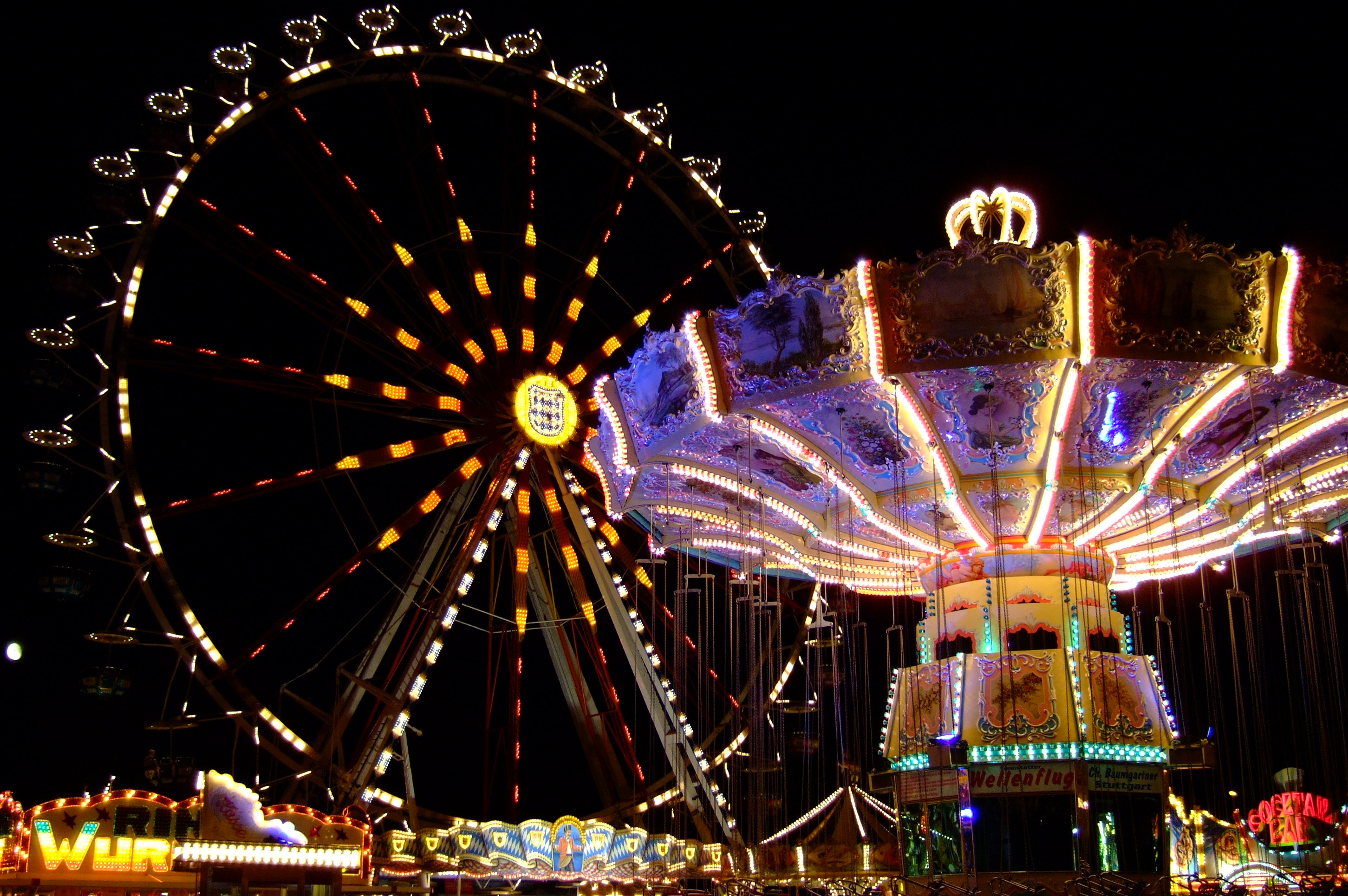
Záběr při slabém osvětlení, Unterländer Volksfest v Heilbronnu

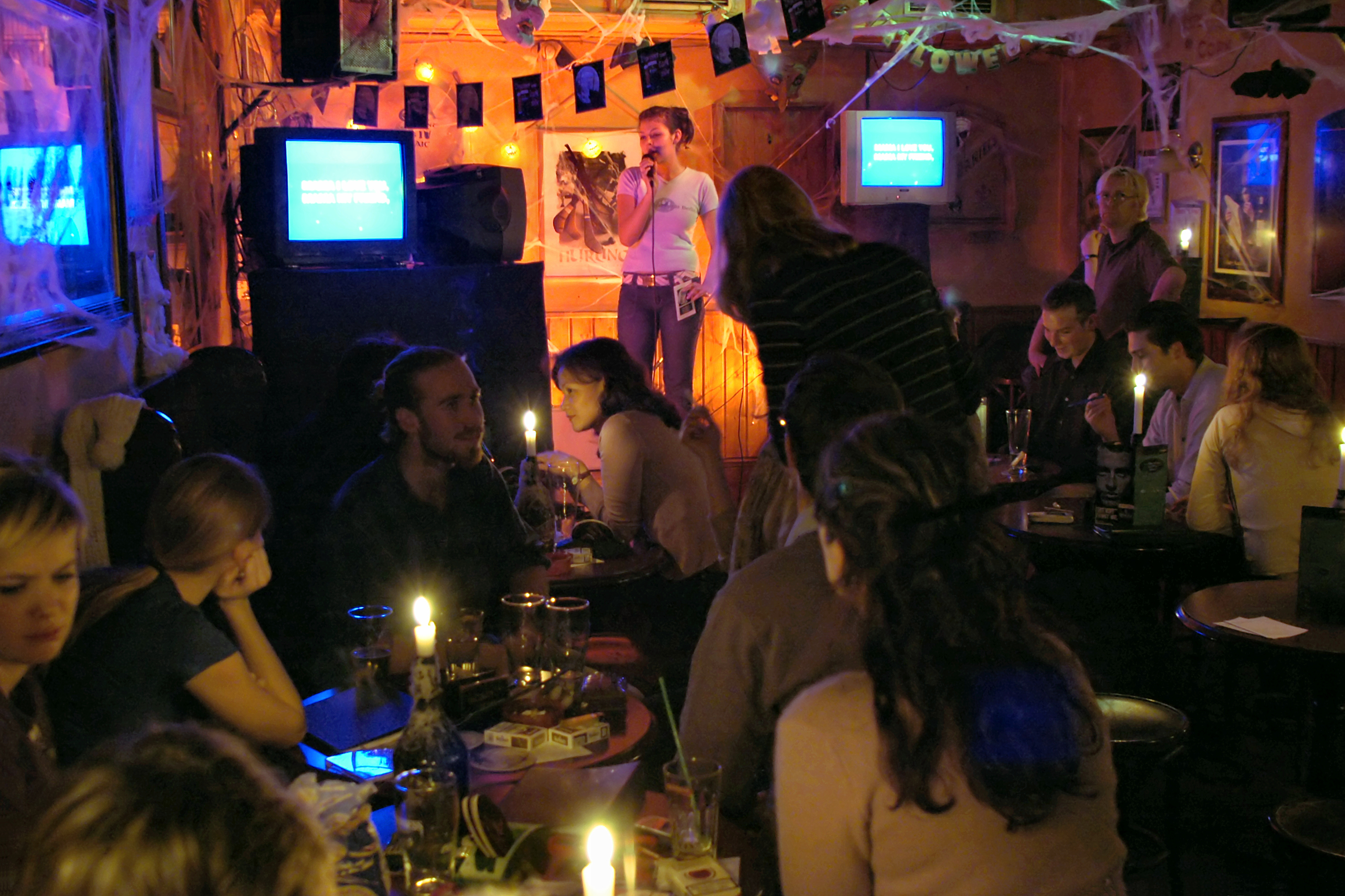
Záběr z interiéru s různými druhy osvětlení, Irish Pub, Hamburg-Harburg

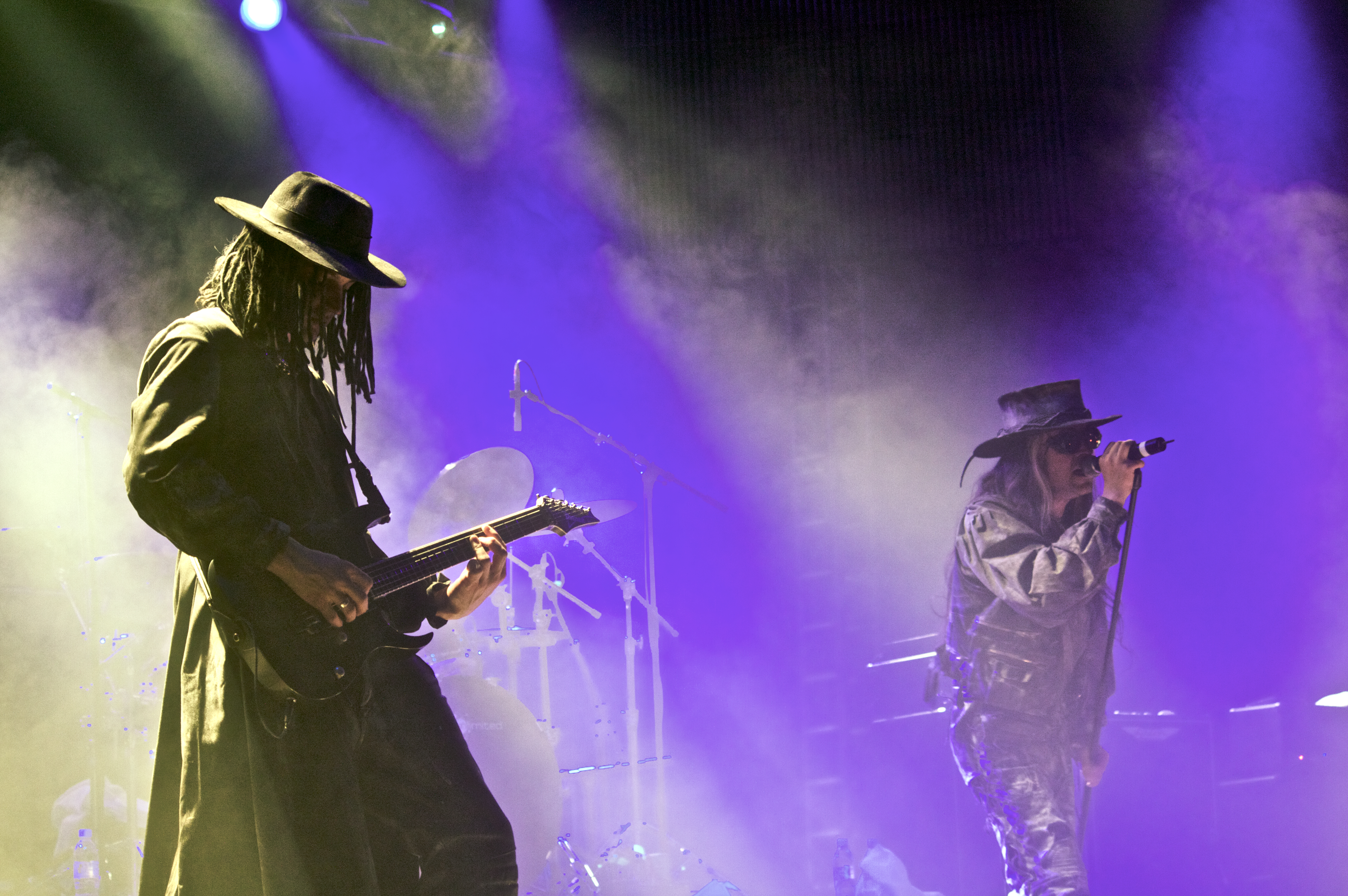
Fotografování na koncertu za dostupného světla, kapela Fields of the Nephilim, WGT 2008

Dostupné světlo (anglicky available light) ve fotografii, filmu a televizi znamená, že i přes nepříznivé světelné podmínky (například za soumraku nebo ve špatně osvětlených interiérech) je postačující situace pro obrazový záznam pouze s tím světlem, které poskytuje stávající osvětlení na místě. Fotografovat za dostupného osvětlení znamená, že nebude využito další přídavné osvětlení, jako je blesk nebo lampa. Obecně vzato se rozumí, že se jedná o jakýkoli zdroj světla, který není explicitně dodáván fotografem za účelem fotografování. Odkazuje se na zdroje světla, které jsou již k dispozici přirozeně (např. Slunce, Měsíc, veřejné osvětlení), nebo uměle (například světlo v místnosti, žárovka, zářivka).

## Praxe
Záběry pořízené ve slabém světle nemusí být sice technicky dokonalé (chybějící kresba ve stínech), ale mohou splňovat estetický nebo výtvarný záměr autora. V některých případech také musí být pořízeny pod tlakem okolností, které má vliv na další osvětlení na místě působící rušivě. Běžné užití je v žánru hudební nebo divadelní fotografie. Blesky jsou ve většině případů zakázány, navíc by také zničily světelnou atmosféru na pódiu. Snímky tak vykreslují náladu scény, kterou autenticky reprodukují. Záběry bez použití přídavného umělého světla (například z uměleckých důvodů) jsou deklarovaným cílem např. hnutí „Dogma 95“, snaží se o návrat k jednoduchosti filmu, zbavení se produkčních úprav a soustředění se na postavy a příběh.
Na rozdíl od noční fotografie se tento žánr neomezuje na určitou denní dobu. Za normálních okolností se používá stativ, vysoce citlivý film, či digitální fotoaparáty s vysokou citlivostí ISO nebo velmi světelné objektivy.
Větší problémy kladou větší technické nároky na fotografa. Neostrosti způsobené chvěním kamery se dá zabránit použitím stativu, nežádoucí neostrost pohybujících se objektů na snímku – například lidí – je ale dalším problémem. Za normálních okolností není třeba se vzdávat focení bez stativu, místo něho je možné použít vysoce citlivé filmy či digitální fotoaparáty s vysokým ISO a zejména s velmi světelnými objektivy. Při práci s „normální“ technikou jsou nutné relativně dlouhé expoziční časy, spojené s problémy s dlouhou expozicí kladoucí vysoké nároky na fotografa. Chvění fotoaparátu lze odstranit pomocí stativu, nechtěná neostrost, například osob (i jen nepatrně se pohybujících), ovšem zůstává. Dalšími výzvami pro fotografa nebo kameramana je vysoký kontrast scény a kombinované světlo (například světelné zdroje různých barevných teplot).

## Historie
- Portrétní fotografie začala existovat s několikaměsíčním zpožděním od vynálezu fotografického procesu daguerrotypie v srpnu 1839. Ve všech větších městech po celém světě vznikala Fotografická studia. Styl těchto raných děl odpovídal tehdejším technickým požadavkům: 30sekundová expozice a estetické prvky vycházející z tehdejšího malířství. Pro dlouhé sekundy trvající nehybné setrvání před kamerou při výrobě daguerrotypií a kalotypií byly nutné různé podpěrky pro hlavu a tělo. Například Saronnysův univerzální držák hlavy[1] nebo Bradyho stojan[2]. Lidé při tom většinou seděli před holým pozadím a byli osvíceni měkkým světlem z okna, které mohlo být směrováno pomocí zrcadel.

- Erich Salomon (1886–1944) byl německý zpravodajský fotograf známý svými snímky z vysokých diplomatických míst a také inovativními metodami využití technických možností fotografické techniky.

## Zdroje

### Vnitřní
- Svíčka
- Zářivka
- Žárovka
- Světlo, které svítí oknem

### Venkovní
- Obloha (mraky)
- Slunce (viz též zlatá hodina a modrá hodina)
- Veřejné osvětlení
- Ohňostroj
- Kapesní svítilna
- Lucerna
- Světelné znečištění
- Blesk (přírodní)
- Měsíc
- Hvězdy (velmi slabé)
- Požár
- Polární záře

## Galerie

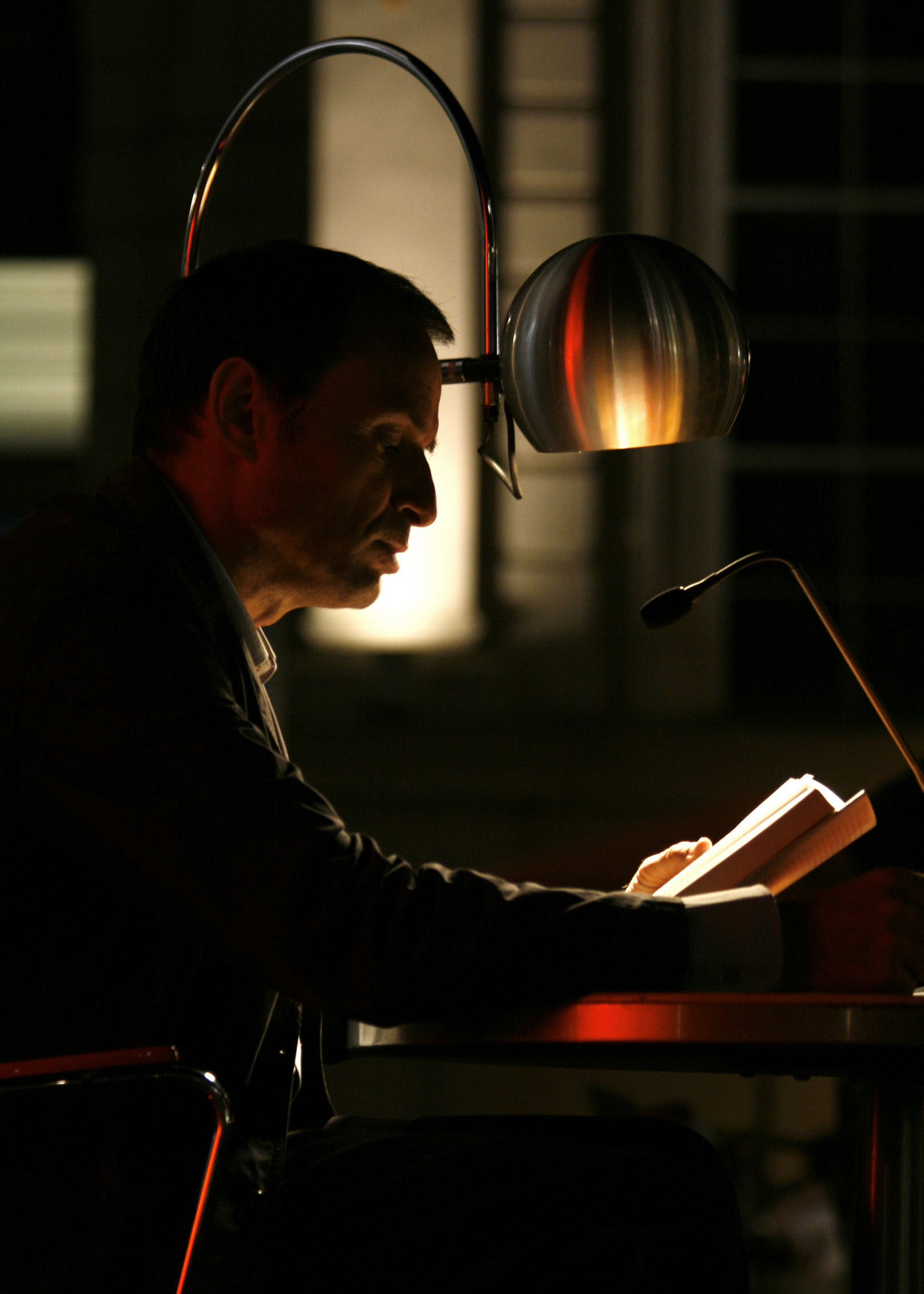
Večerní čtení pod volným nebem, Norbert Gstrein, O-Töne
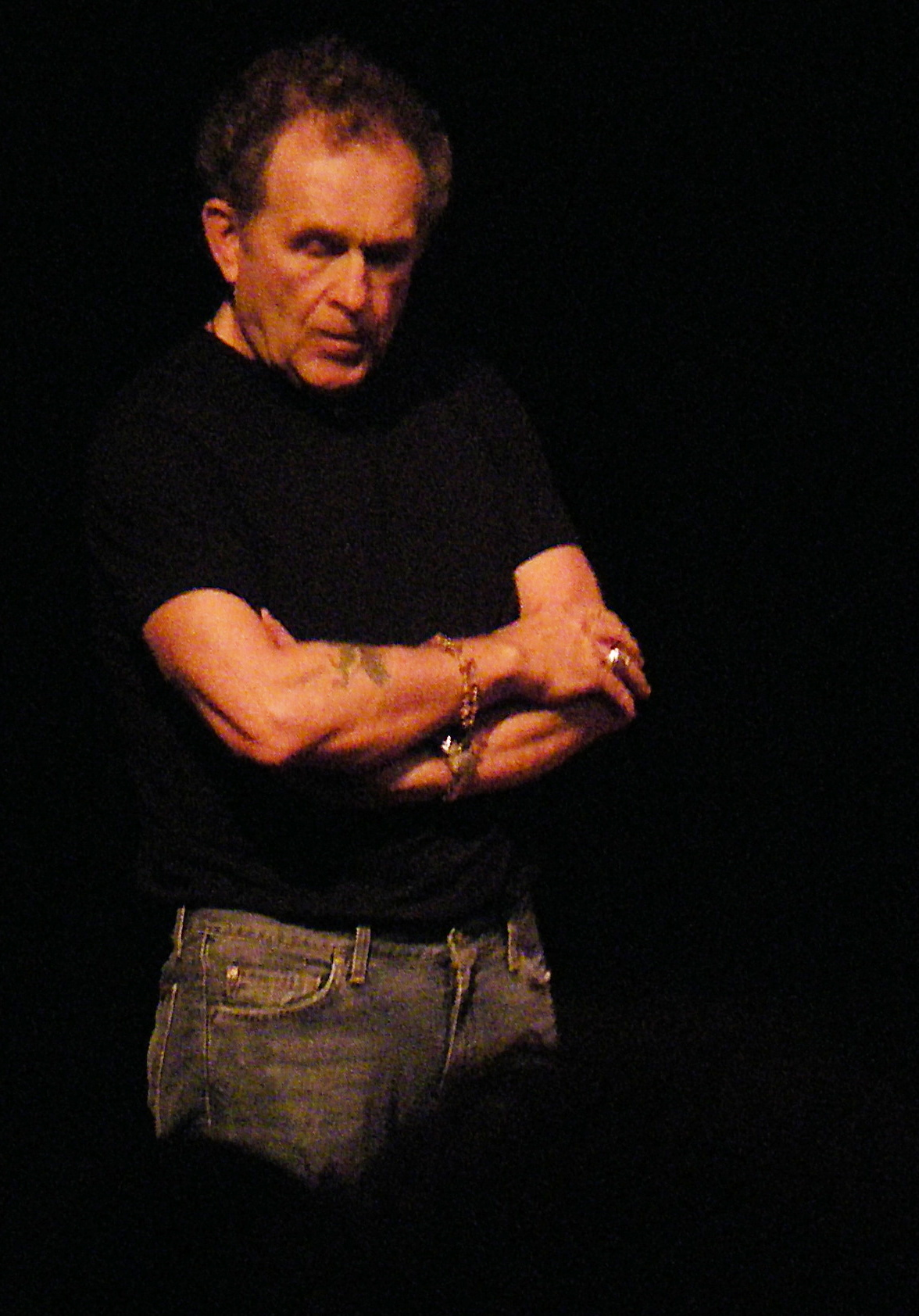
Záběr během představení v divadle; později zesvětleno v GIMPu
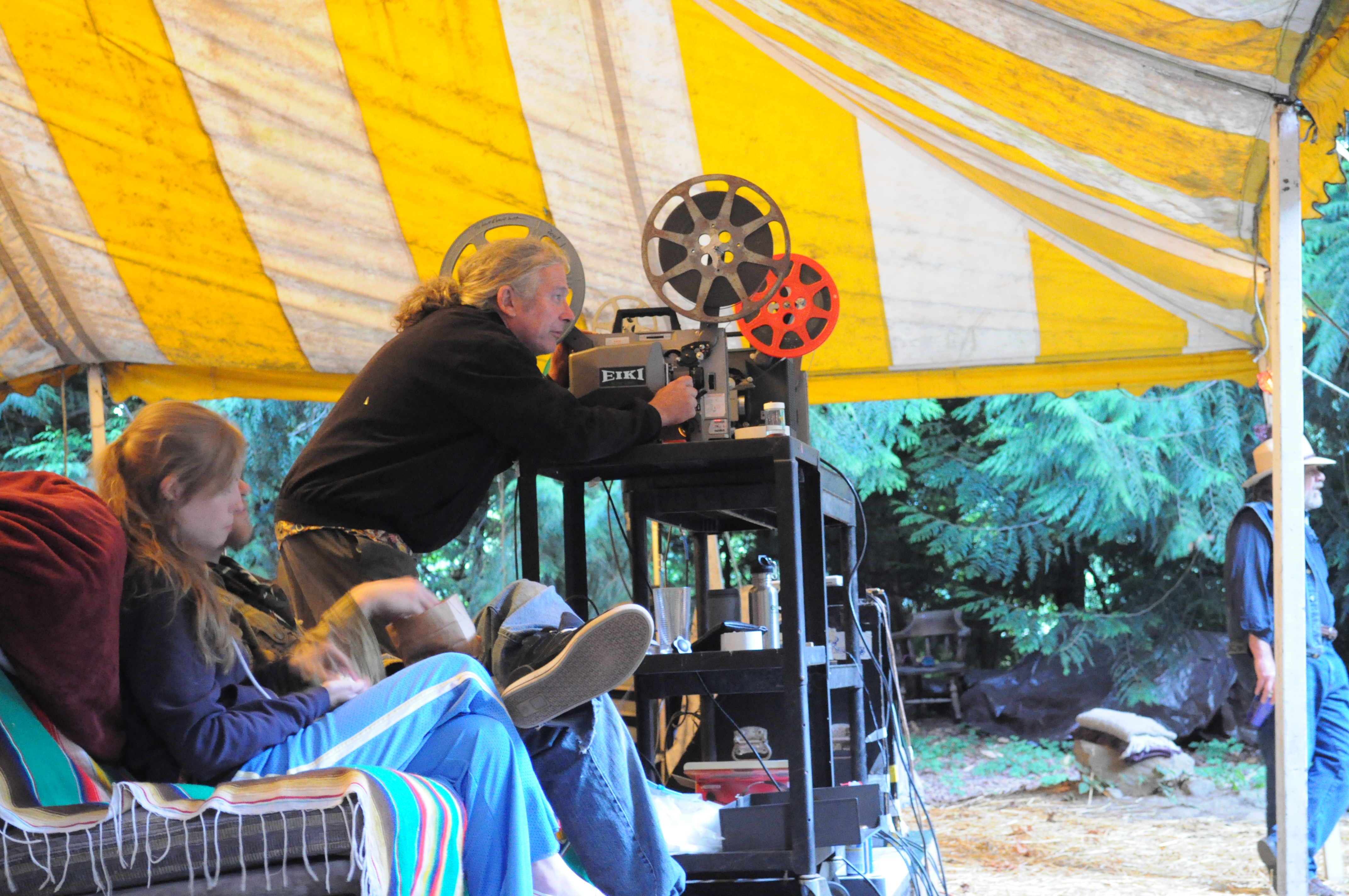
Dlouhá (1,3 s) expozice, inscenovaná fotografie, záběr za soumraku
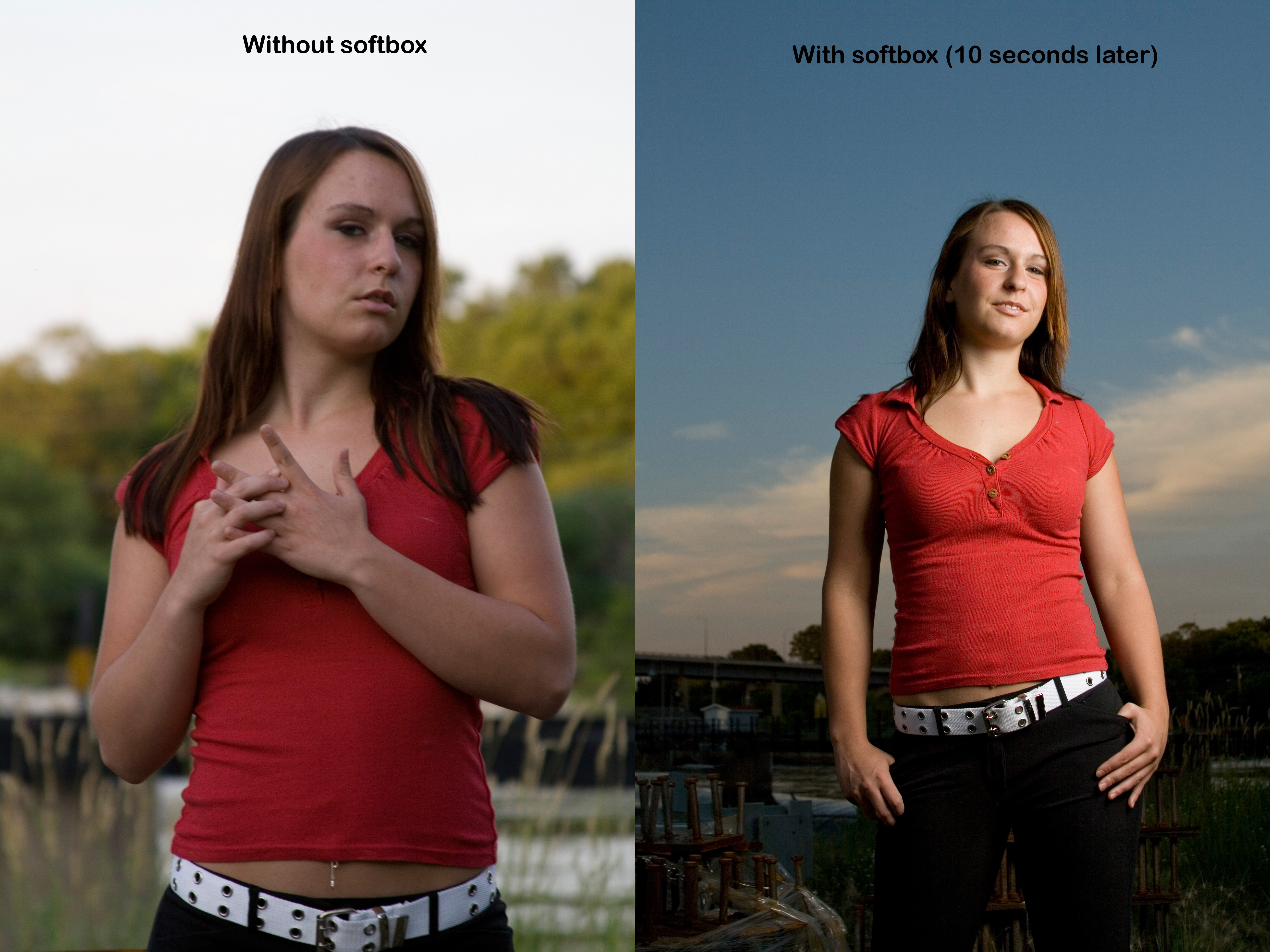
Dostupné světlo (vlevo) vs. doplňkové osvětlení se softboxem (vpravo). Vlevo je obloha velmi světlá, vpravo vynikly její modré barvy.